# هنری لیلی
هنری لیلی (به انگلیسی: Henry Lilley) بازیکن فوتبال زادهٔ ۱۸۶۸ اهل کشور انگلستان بود که سابقهٔ بازی در تیم ملی فوتبال انگلستان را در کارنامهٔ خود دارد. وی در تاریخ ۵ مارس ۱۸۹۲ تنها بازی ملی خود را در مقابل تیم ملی فوتبال ولز انجام داد.